# Sialomorpha dominicana
Sialomorpha dominicana, in der Presse auch Schimmelschwein oder Schimmelschweinchen genannt (nach englisch mold pig), ist ein 0,1 Millimeter langes wirbelloses Tier mit vier Beinpaaren und beweglichem Kopf, welches in Form von rund 30 Millionen Jahre alten Bernsteininklusen gefunden wurde. Dieses Lebewesen, welches oberflächlich Milben und Bärtierchen ähnelt, wurde in die neu erstellte Familie der Sialomorphidae platziert. Das Schimmelschwein konnte bislang keinem der bisher bekannten Taxa der Wirbellosen zugeordnet werden und gilt somit als incertae sedis. Es könnte einem bisher unbekannten Stamm angehören.
Die erste Veröffentlichung über Sialomorpha dominicana erwähnt mehrere hundert gefundene Exemplare, die in einem feuchtwarmen Habitat zusammen mit Pseudoskorpionen, Nematoden, Pilzen und Protozoen lebten. Anhand der großen Zahl entsprechender Bernsteininklusen konnte festgestellt werden, dass Sialomorpha dominicana sich fürs Wachstum regelmäßig häuteten. Da Schimmelpilze in verwandten Bernstein-Proben gefunden wurden, wird vermutet, dass die neu entdeckten Lebewesen sich u. a. von diesen ernährten, was zur Namensgebung führte.